# بعقلين
بعقلين بلدة لبنانية في قضاء الشوف، محافظة جبل لبنان. تقع في وسط الواجهة الجنوبية الغربية لسلسلة جبال لبنان الغربية. وترتفع عن سطح البحر بين 850 و900 متر. تبعد عن العاصمة بيروت مسافة 45 كيلومتراً، يبلغ عدد سكانها عشرون الفا. وتتكون طبيعتها الجغرافية من مجموعة تلال مشرفة على ساحل الشوف (الدامور - خلدة) وعلى المدن والبلدات المجاورة مثل دير القمر وبيت الدين شمالا وإقليم الخروب جنوباً.

## تاريخ البلدة
ذكرت بعقلين في التاريخ استنادا إلى العديد من المصادر التاريخية والمخطوطات القديمة. ويؤكد احدها أن الملك العادل شقيق صلاح الدين الايوبي توفى فيها عام 616 هجرية. وقد تحقق بعض المؤرخين من أن بعقلين كانت في عام 616 هـ. مركز تواجد إسلامي ومعقلا للقبائل العربية الإسلامية التي نزلت جبال الغرب وساحل وجبل الشوف لحماية الثغور ورد غارات الصليبيين.
كانت بعقلين حاضرة الامارة المعنية التي نشأت في جبال الشوف. حيث استقروا في هذه البلدة وعمروها قبل أن ينتقلوا منها لاحقا إلى دير القمر بسبب شح الموارد المائية. ثم أصبحت مركزا للسلطات الدينية والقضائية المتوارثة في عهد الامارة الشهابية وتراجع دورها نتيجة المنازعات التي اتسمت بها تلك الحقبة.
وفي عهد القائمقاميتين والمتصرفية ما بين الأعوام 1841 – 1918 برزت بعقلين كإحدى القصبات (البلدة الكبيرة) المربوطة رأسا بمركز القائمقامية وذات الشأن في سياسة الجبل.
في 21 أبريل 2020، نُفِّد هُجُوم في بعقلين أَوْدى بحياة 9 أشخاصٍ.

## أبرز معالم البلدة

### التراث العمراني في بعقلين
تاريخ بعقلين يشهد على تعاقب الحضارات. بدليل بعض الحفريات في مناطق الصليب والجريد والقشايا وعين حطاب التي كشفت عن آثار رومانية وبيزنطية. إضافة إلى وجود بعض الائار من فترة حكم المعنيين وتتضمن معابد وأبار للمياه. 
كما تتميز بعقلين بشواهد عمرانية متميزة بنيت خلال حقبات عديدة ولعل أبرزها:
1- قصر ال حمادة: تم بناءه على عدة مراحل ويشتمل على أقبية وفناءات داخلية مرصوفة بالإضافة إلى ميدان مجاور وهو مصنف من ضمن الابنية التراثية في لبنان
2- دار ال تقي الدين: قصر تراثي وتحفة هندسية يشتمل على انشاءات بدءا من القرن السادس عشر واضافات كان اخرها للمعماري عاصم سلام، 
3- منازل تراثية في حارة ال أبو شقرا، منزل آل أبو كامل، منزل آل زين الدين أبو حاطوم، 
4- المدافن الأثرية
5- عين الضيعة (الفترة العثمانية، بنيت خلال حكم السلطان عبد الحميد)
6- سراي بعقلين (تشغل المكتبة الوطنية هذا المبنى الأثري«سراي بعقلين» منذ العام 1987 بعد أن تحولت وانقلب السجن إلى مكتبة عامة، تنشر خيرات الفكر الإنساني وتشكل إحدى أهم المراكز المجتمعية اللبنانية كمرجع للباحثين والدارسين وملتقى للنشاطات الثقافية الحيوية المتنوعة.)
7- مشغل الشوف (قصر ال الداهوك سابقا)

### المعالم الطبيعة
تتميز البلدة بوقوعها على سبع تلال مشرفة على قرى الشوف الأوسط والساحل وبوجود نهر ينساب في اوديتها مخلفا لوحات طبيعية خلابة ذاع صيتها في لبنان لعل ابرزها شلالات الزرقاء التي يزورها السواح من مختلف المناطق.

### أعلام البلدة
أنجبت بعقلين على مدى العصور العديد من المبدعين وفي مختلف المجالات لعل ابرزهم:
نور حمادة
في السياسة: النواب (قحطان حمادة،بهيج تقي الدين.مروان حمادة)
في الادب: (سعيد تقي الدين، نايلة حمادة تويني.خلبل تقي الدين. سليمان تقي الدين)
في الفن: (المطرب رامي عياش)
في القانون: (المحامية أمل علم الدين وأحمد تقي الدين وعادل تقي الدين وأمين تقي الدين وحليم تقي الدين) 
في الصحافة (علي حمادة)، عباس المصفي، إلى جانب العديد من الشعراء والرسامين المتميزين حتى استحقت بعفلين لقب (مدينة التواصل الثقافي)

## معرض صور

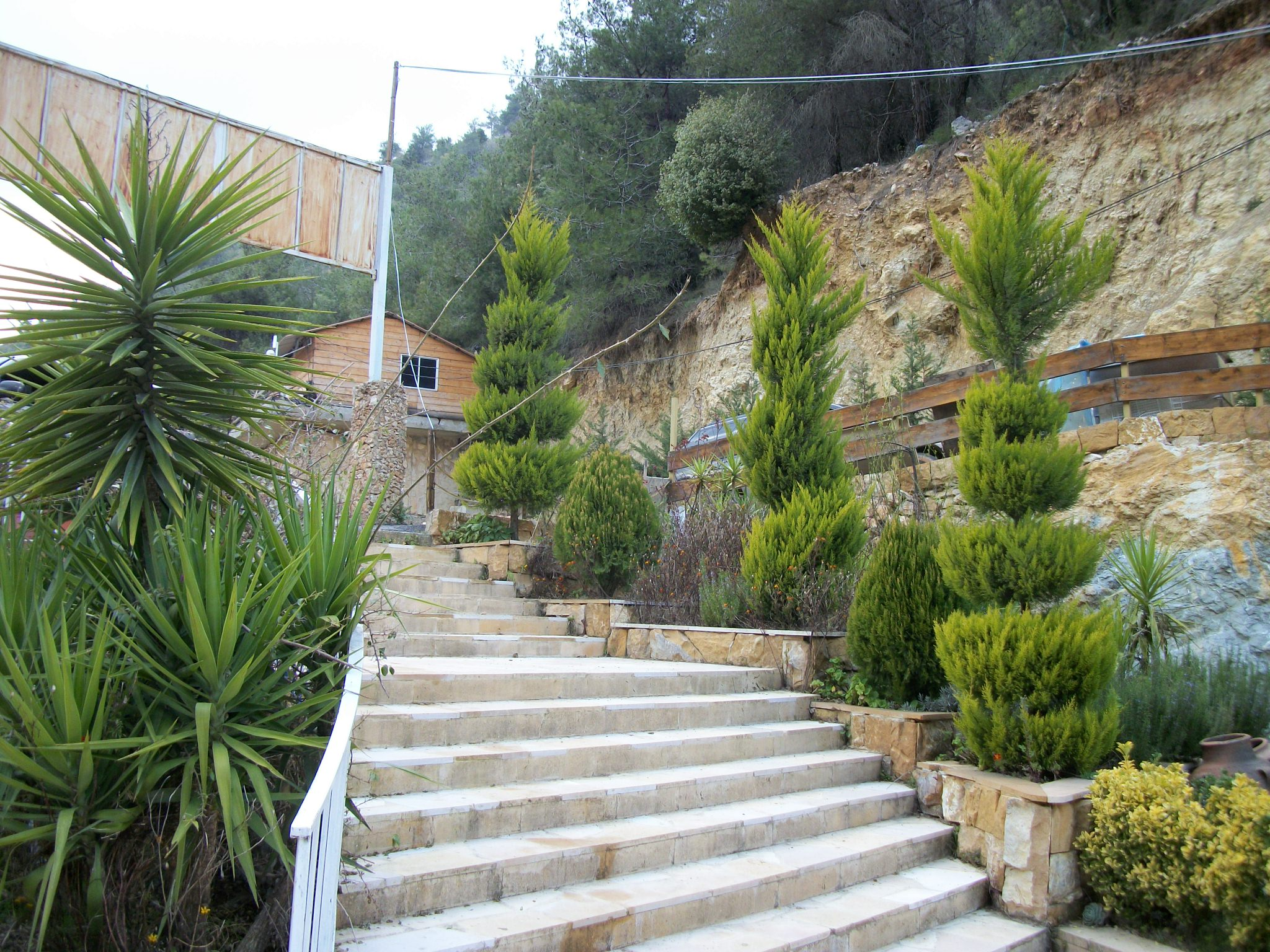
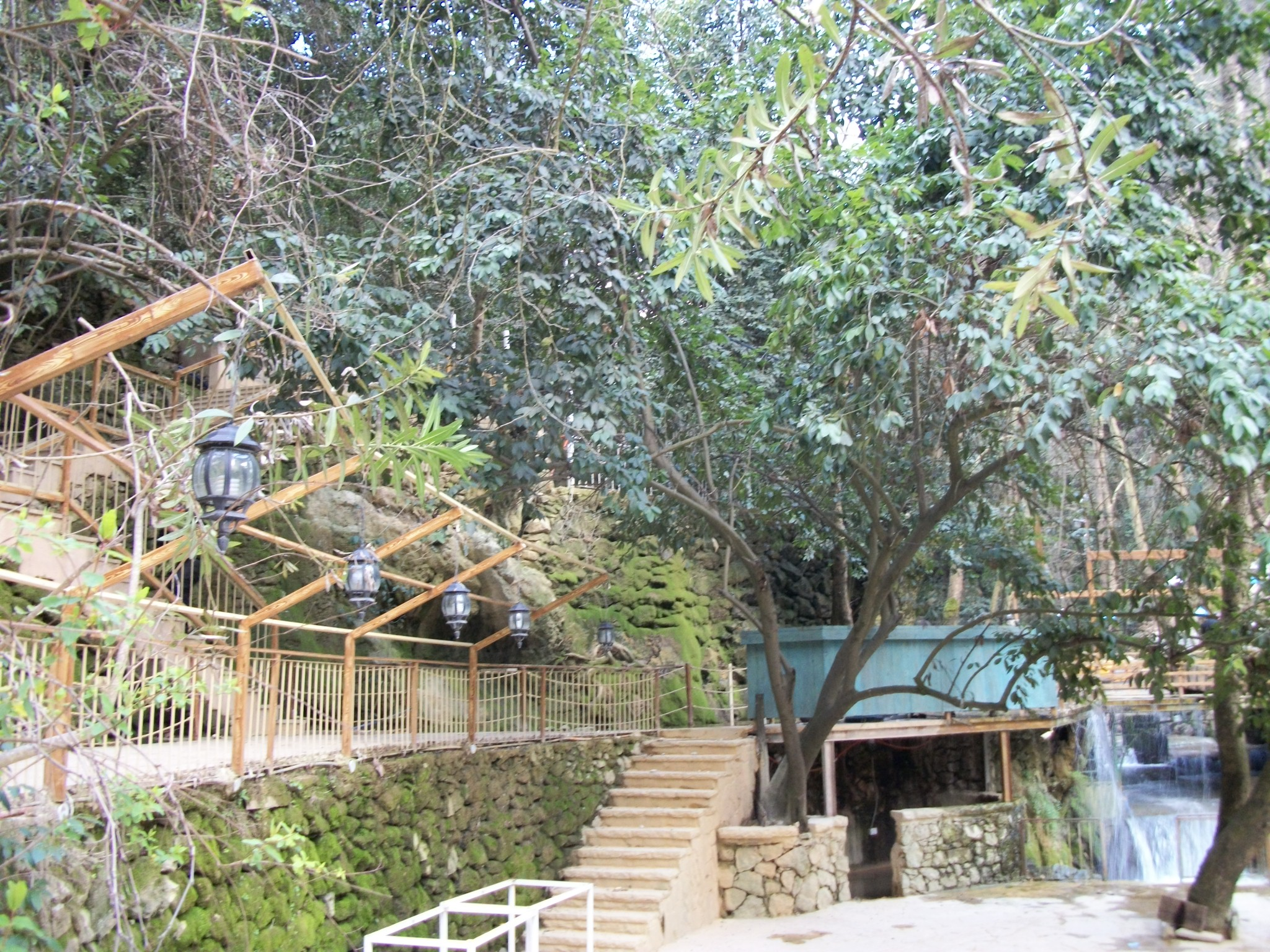
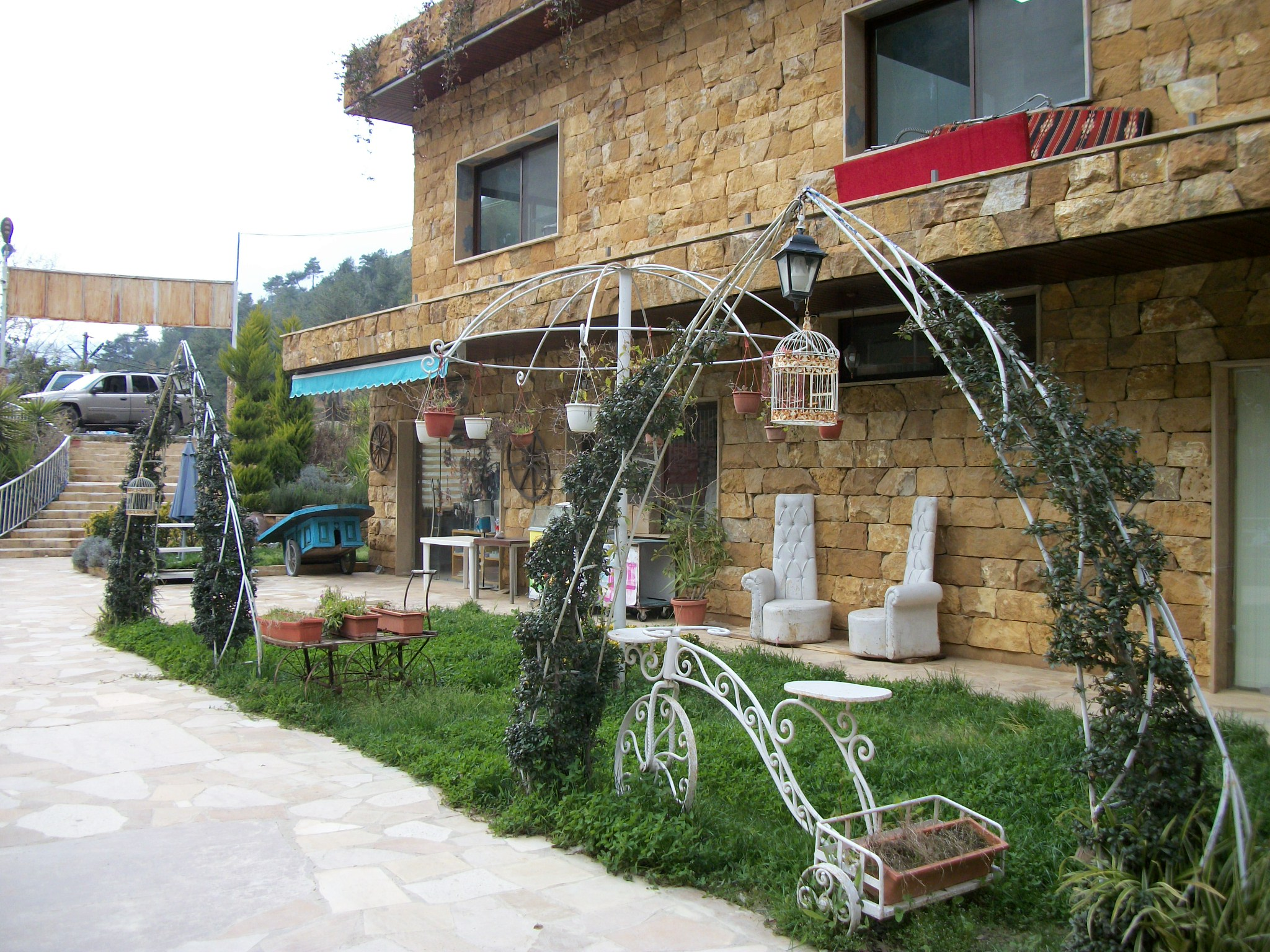
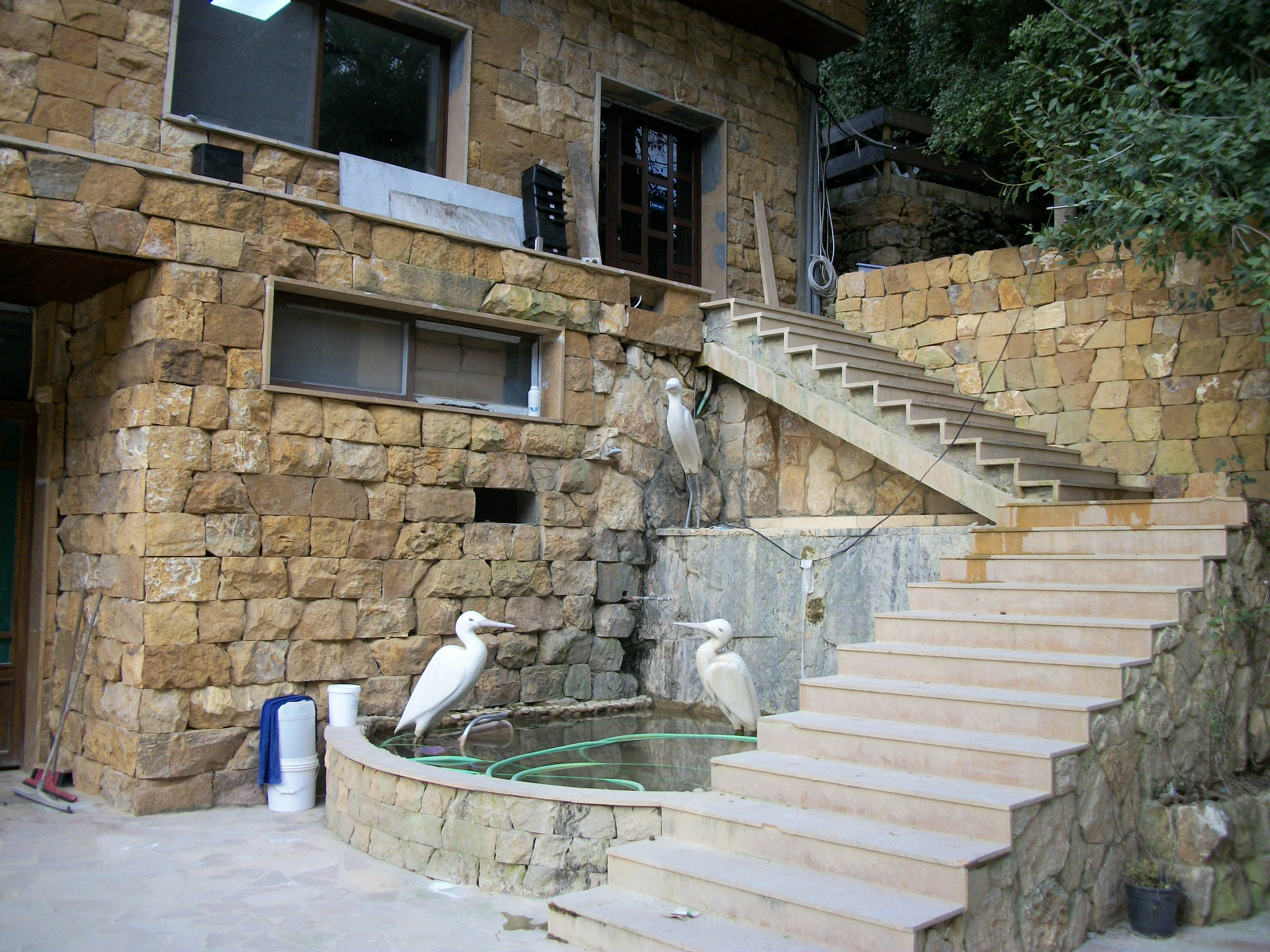
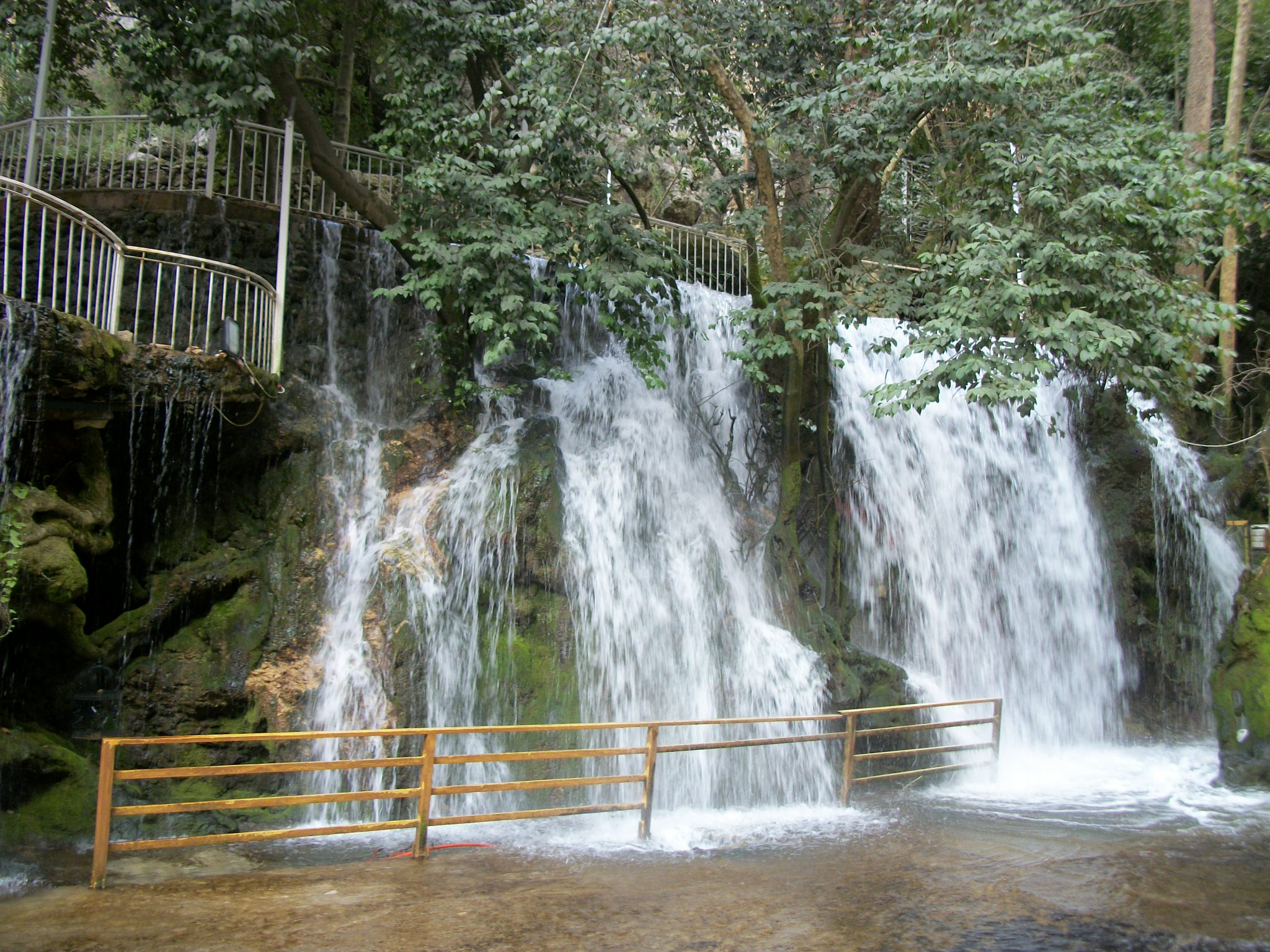
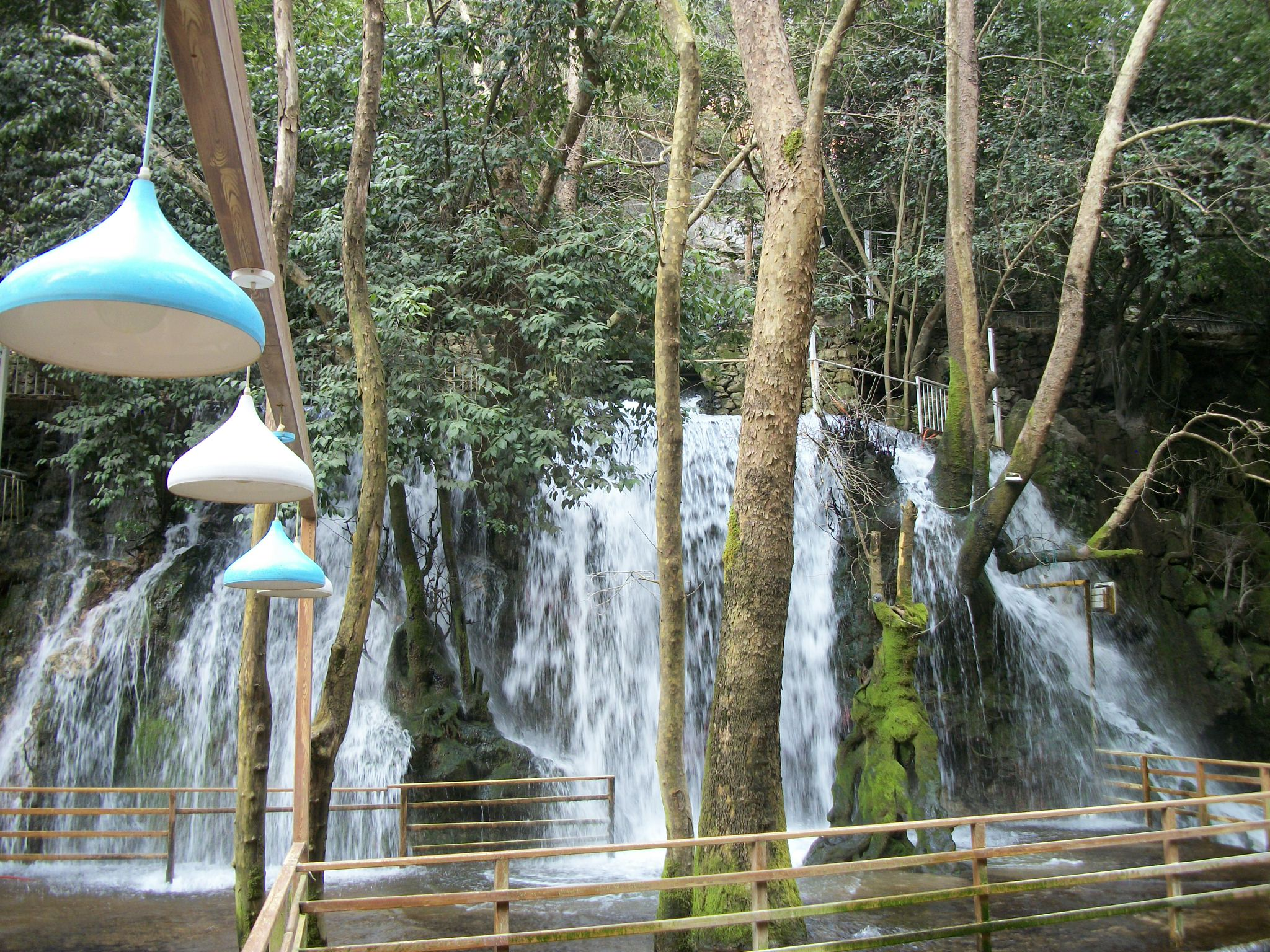